# VANTECH (キャンピングカーメーカー)
VANTECH株式会社（バンテック、英語：VANTECH Inc.）は、埼玉県所沢市日比田に本社を置く日本のキャンピングカーメーカーである。
日本の高級キャンピングカーメーカーとして知られており、中でも1997年より発売されているZiLは、キャンピングカーの代名詞とも言われ、改良を重ねながら製造し続けられている。また、キャンピングカーの製造・販売の他に、レンタカー事業やキャンピングカーの部品販売、専用アプリの開発やRVサイトの運営といったインフラ整備など、キャンピングカーに関わる総合的なプロデュースに取り組んでいる。

## 概要

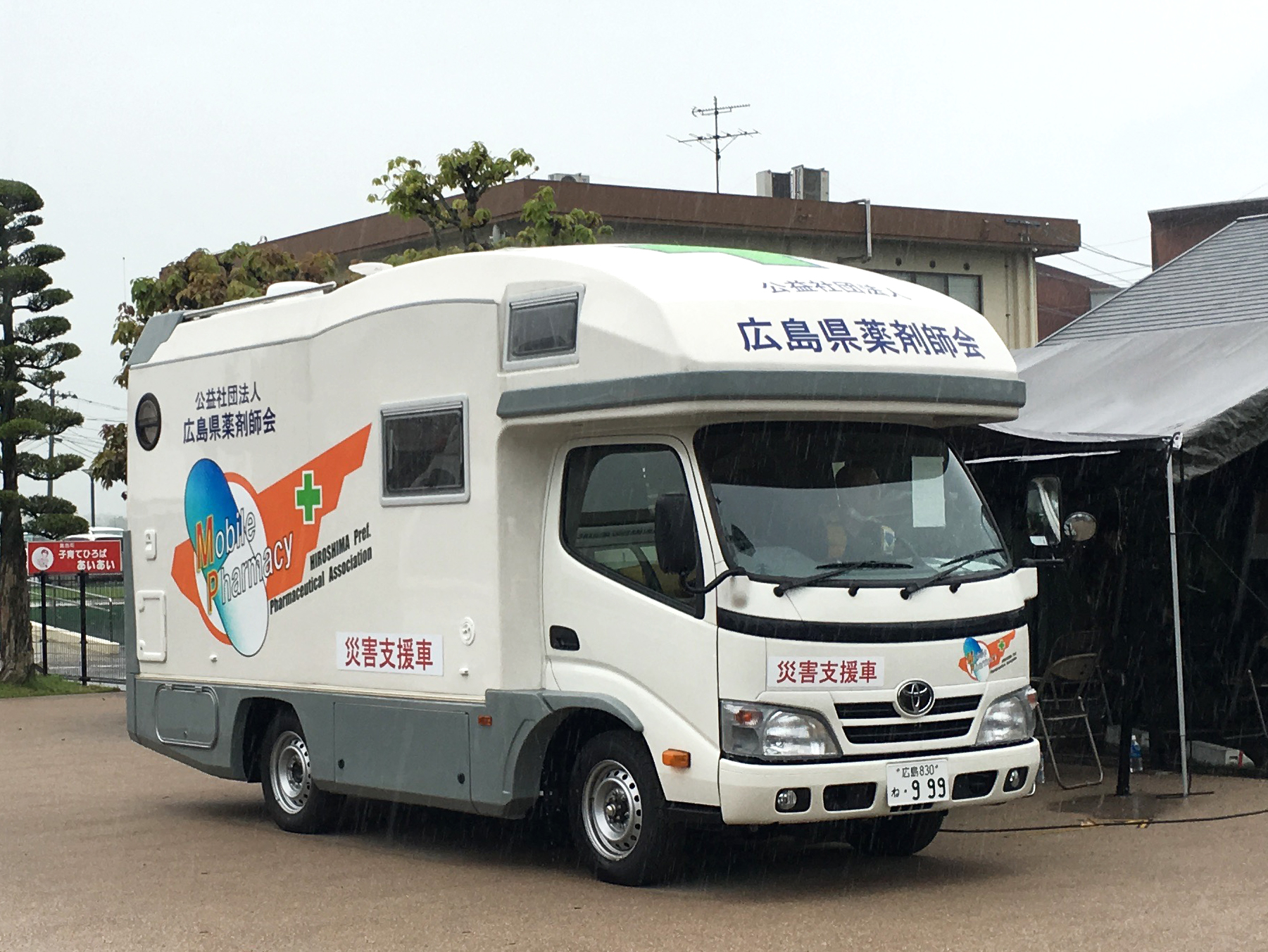
熊本地震の際に出動したモバイルファーマシー（広島県薬剤師会）

創業者の増田紘宇一が1986年に埼玉県新座市で株式会社バンテックを起業し、佐藤徹が2010年に株式会社バンテックセールスへ改組。2017年には一般的な呼称を採用したVANTECH株式会社へ改称した。ZiLシリーズを筆頭とするキャブコンバージョンの他、バンコンバージョンや軽自動車キャンピングカーの製造及び販売を行っている。1990年代から2000年代には大型キャブコンバージョンのベガや、トレーラーも扱っていた。
キャンピングカーの他にモバイルファーマシー（災害時などに医薬品を供給するための車両）の製造も手掛けている。また、東日本大震災や熊本地震などの災害時にはWTP(White Town Project)に参加している。
1986年、バンコンバージョン用家具キットであるLT2型を製造、ならびに発売を開始。1990年からキャンピングカーの製造販売を開始し、1995年に初のキャブコンバージョン「JB-500」をリリースする。1997年に登場したZiLが人気を博したことがバンテック社の地盤を築いた。2021年にキャンピングカー累計販売台数10000台を突破した。
創業初期からヨーロッパのキャンピングカー部品メーカーと接触してキャンピングカーの製造を行っていたことから、現在に至ってもヨーロッパ調の様式が随所に見られ、日本のキャンピングカーにデザイン思考を取り入れた草分けである。

## 特徴

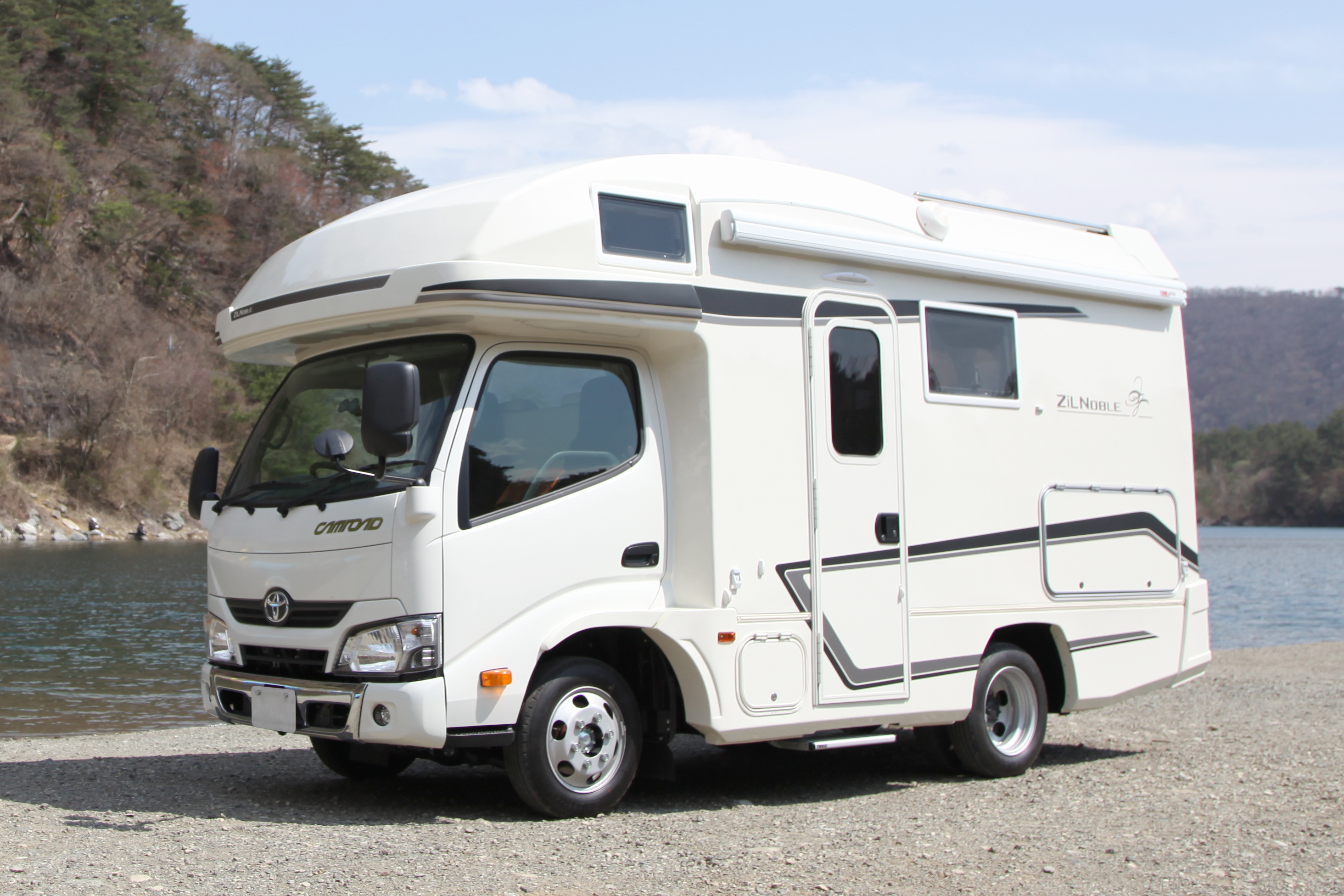
ZiL Noble（2021年モデル）

バンテック社の車両は安全性と快適性の相乗効果を発揮する技術を軸に開発されており、「Comfort with Safety：快適で安全」という開発思想を支柱としている。キャブコンバージョンのシェル（居住部分）は独自の CSボディというFRPを素材とした一体成型であり、生産はVANTECHタイ工場で行われている。
創業者の増田紘宇一が船舶のデザインを手掛けていた経歴から、流線基調の外装と欧州テイストの内装を取り入れたデザインが特徴で、現行モデルのデザインにも継承されている。
代表的なシリーズとしてジル（ZiL）とコルド（CORDE）がある。ジルは冷蔵庫やトイレを標準装備とした豪華な内装が特徴のハイエンドシリーズであり、一方コルドは「豪華さより使いやすさ」をコンセプトにし、柔軟なカスタマイズ性を重視したたミッドレンジシリーズである。

## 車種

### 現行モデル
| 車名         | 初登場年 | 現行世代 | 定員数                        | ベース車両                  | 解説                     |
| ------------ | -------- | -------- | ----------------------------- | --------------------------- | ------------------------ |
| V670         | 2019年   | 初代     | 乗車定員：６名 就寝定員：４名 | DUCATO （FIAT）             | モーターホーム           |
| ASTRARE CC1  | 2021年   | 初代     | 乗車定員：7名 就寝定員：４名  | キャラバンNV350 DX （日産） | キャブコン               |
| ZiL520       | 2004年   | 3代目    | 乗車定員：6~7名 就寝定員：5名 | カムロード （トヨタ ）      | キャブコン               |
| ZiL Noble    | 2013年   | 2代目    | 乗車定員：6~7名 就寝定員：4名 | カムロード （トヨタ）       | キャブコン               |
| ZiL          | 1997年   | 5代目    | 乗車定員：6~7名 就寝定員：5名 | カムロード （トヨタ）       | キャブコン               |
| ZiL 480 Skip | 2009年   | 2代目    | 乗車定員：9名 就寝定員：3名   | カムロード （トヨタ）       | キャブコン               |
| CORDE Bunks  | 2005年   | 4代目    | 乗車定員：7名 就寝定員：5名   | カムロード （トヨタ）       | キャブコン               |
| CORDE Leaves | 2013年   | 2代目    | 乗車定員：7名 就寝定員：5名   | カムロード （トヨタ）       | キャブコン               |
| Lunetta      | 2016年   | 初代     | 乗車定員：4名 就寝定員：2名   | エブリイワゴン （スズキ）   | 軽自動車キャンピングカー |

### 過去のモデル

#### キャブコンバージョン
- ATOM
- Cyda
- JB
- Terra
- LEO
- Vega

#### バンコンバージョン
- Alice
- Benz Camper
- d-box
- Delica
- Flare
- Fullhouse
- Four Season
- Ibiza
- Mallorca
- Pajero Remo Camper
- Stella
- Southern Sports
- Peace

#### トラベルトレーラー
- A liner
- A lite
- Brasilia
- Dexter
- Evolution Comfort
- FIESTA
- Odysseia 420
- STAR DELUXE
- STARLETT
- Starpluse
- Sunstar 370M
- TRIGANO Silver
- Universe 425

## 生産拠点
VANTECH 山形工場（第1工場）
山形県村山市にある国内生産拠点の中枢。山形第2工場やタイ工場で製造された物は山形第１工場で加工され、完成までを担う。
VANTECH 山形工場（第2工場）
2021年に稼働を始めた部品加工のためのアッセンブリー工場。
VANTECH タイ工場
FRP製ボディやインテリアのベースを製造している。